# Angistorhinus
Angistorhinus is een geslacht van uitgestorven reptielen dat erg veel op een krokodilachtige leek. Angistorhinus werd ongeveer vier tot zes meter lang en leefde in het Laat-Trias in Noord-Amerika en Afrika. Het was zowel een carnivoor (vleeseter) als een piscivoor (viseter). Angistorhinus moet niet verward worden met Angistorhinopsis, een ander lid van de orde der Phytosauria.

## Uiterlijke kenmerken

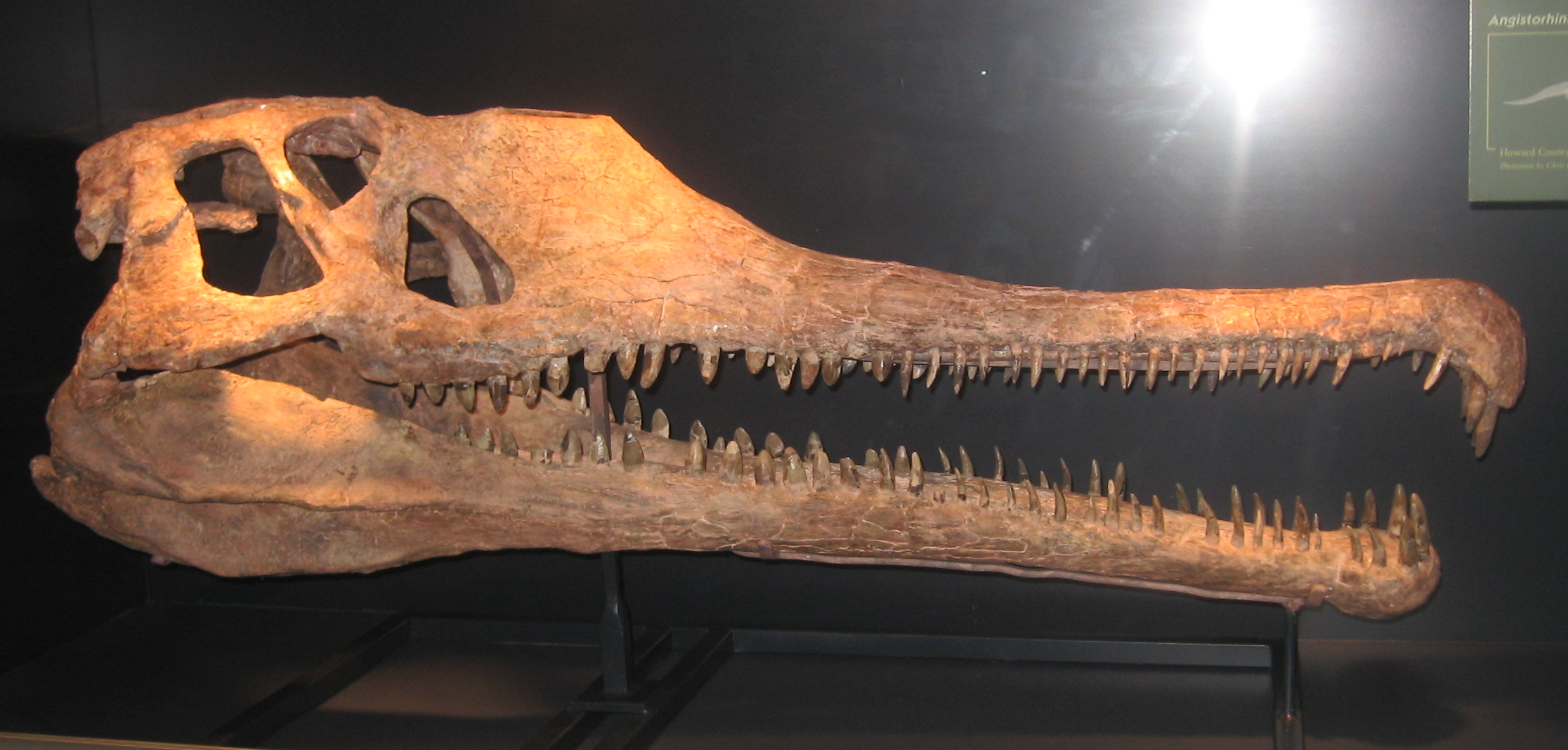
Schedel van Angistorhinus.

Angistorhinus leek oppervlakkig zeer veel op een moderne krokodilachtige, in het speciaal de gangesgaviaal of de onechte gaviaal. Toch waren er enkele opvallende verschillen. Het opvallendste verschil is de plaatsing van de neusgaten die bij Angistorhinus en andere leden van de orde der Phytosauria vlak voor of tussen de ogen zaten, terwijl die bij een moderne krokodilachtige op de punt van de snuit zitten. De neusgaten zaten bij Angistorhinus op een soort verhoging of knobbel, hoog op de kop. Deze was bij Angistorhinus hoger dan de meeste andere phytosauriërs. Dit zorgde ervoor dat hij zijn kop niet ver uit het water hoefde te tillen om te ademen. Bij sommige moderne krokodilachtigen zitten de neusgaten ook op een soort knobbel, zodat de prooidieren hen niet of nauwelijks kunnen zien terwijl zij wel kunnen ademen en soms ook kijken boven water. In de bek zat een kleine overbeet met daarachter een kleine hoek, en voor in de bek zaten grotere tanden dan in het midden en achterin. Deze zorgden ervoor dat de prooi niet kon ontsnappen. De nek is zoals bij krokodilachtigen sterk en kort, hoewel deze bij phytosauriërs iets langer was. De poten waren langer en sterker dan bij moderne krokodilachtigen en Angistorhinus en andere phytosauriërs voelden zich waarschijnlijk ook beter thuis op het land. De staart was iets korter dan bij moderne krokodilachtigen en had een rondere vorm, zoals die van hagedissen, maar was dikker. Angistorhinus en andere phytosauriërs waren minder zwaar bepantserd dan moderne krokodilachtigen. De phytosauriërs hadden voornamelijk osteodermen op de bovenkant van de nek, de rug en de staart. Verder was het gehele lichaam bedekt met dikke schubben. Met zo'n vier tot zes meter was Angistorhinus een phytosauriër van gemiddelde lengte.

## Levenswijze
Angistorhinus was zoals de meeste phytosauriërs een waterdier met een krokodilachtige levenswijze. Phytosauriërs leefden grotendeels in zoet en brak water, maar het kan zijn dat volwassen exemplaren soms via een rivier de zee op zwommen, in tijden waarin voedsel schaars was in de meren en rivieren. Soms loerden ze onder water naar een potentiële prooi. Als het prooidier dichtbij genoeg is, springen moderne krokodilachtige soms abrupt op uit het water om het slachtoffer bij de kop te grijpen. Waarschijnlijk deden phytosauriërs als Angistorhinus dit ook. In de ochtend en avond waren phytosauriërs als Angistorhinus vaak bezig met het vangen van vis en amfibieën, terwijl ze 's middags waarschijnlijk op het land zaten om uit te rusten en op te warmen. Het kan zijn dat phytosauriërs net als moderne krokodilachtigen hun bek opendeden als ze het te warm hadden om af te koelen. Angistorhinus zat waarschijnlijk in groepen bijeen, maar als hij ging jagen deed hij dat waarschijnlijk solitair. Het kan namelijk zijn dat phytosauriërs elkaars prooi afpakten. De volwassen phytosauriërs maakten hun nesten waarschijnlijk aan de waterkant, net als moderne krokodilachtigen en bleven dan een beetje in de buurt om prooidieren weg te houden. Als de eieren uitkwamen bleven de jongen waarschijnlijk een tijdje bij de ouders om te leren jagen en solitair te leven. Bewijs voor deze theorie is echter nooit gevonden.

## Eetpatroon
Angistorhinus en verwanten staan bekend als piscivoren (viseters), maar phytosauriërs met brede kaken en kaken van gemiddelde breedte, zoals Angistorhinus konden waarschijnlijk ook grotere prooien aan. Vissen van allerlei formaten stonden op het menu naast amfibieën, waaronder mogelijk ook jonge metoposauriërs (grote phytosauriërs aten misschien zelfs volwassen exemplaren), andere leden van de Crurotarsi, primitieve dinosauriërs en zoogdierachtige reptielen. Het is gesuggereerd dat volwassen phytosauriërs soms de jongen op aten, maar er is geen bewijs gevonden voor kannibalistische verschijnselen bij phytosauriërs.

## Ecologie
Angistorhinus leefde in het Carnien in Afrika samen met vroege dinosauriërs als Euskelosaurus en Blikanasaurus en verschillende grote amfibieën die ook in Noord-Amerika voorkwamen. Daar had hij namelijk concurrentie van Metoposaurus, een grote amfibie, Postosuchus en Poposaurus, twee andere leden van de Crurotarsi en ook vroege ichthyosauriërs als Shastasaurus. Verder leefden daar nog andere dieren als de dicynodont Placerias, de aetosauriër Desmatosuchus en Trilophosaurus, een basale archosauromorf. Toen Angistorhinus verdween, werd hij vervangen door andere phytosauriërs als soorten van het geslacht Rutiodon, waarvan Rutiodon validus het meest op Angistorhinus leek. Toen de phytosauriërs allemaal uitgestorven waren, werd hun ecologische niche ingenomen door de krokodilachtigen.

## Fylogenie

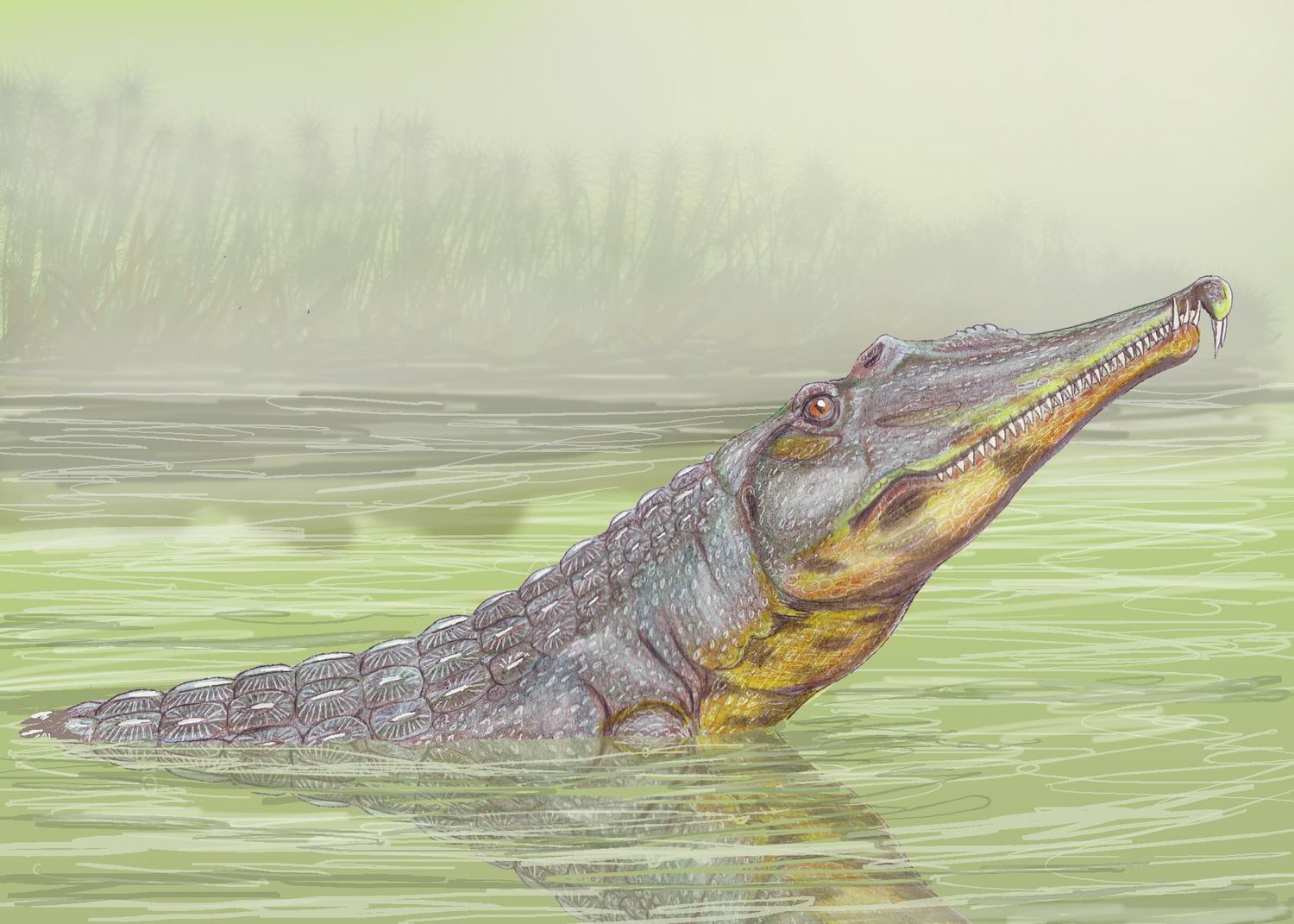
Rutiodon validus (Machaeroprosopus validus)

Angistorhinus is meerdere malen voor andere phytosauriërs als Rutiodon en Leptosuchus aangezien. Aangezien Angistorhinus een altirostrale phytosauriër (zie Phytosauria) is is hij dus nauw verwant aan Pseudopalatus en mogelijk ook Rutiodon. Het is een punt van discussie of Rutiodon een altirostrale of een dolichorostrale phytosauriër is. Het lijkt erop dat sommige soorten in het geslacht Rutiodon als Rutiodon validus (vroeger bekend als Machaeroprosopus validus) altirostrale phytosauriërs zijn, maar dat andere soorten als Rutiodon carolinensis dichter bij de dolichorostrale phytosauriërs staan. Angistorhinus was een vrij primitieve phytosauriër en het zou kunnen dat een geslacht dat leek op Angistorhinus of Pseudopalatus de voorouder was van de dolichorostrale phytosauriërs. Het is echter wel zo dat een veel basaler geslacht van phytosauriërs, Paleorhinus, bij de dolichorostrale phytosauriërs geplaatst moet worden. Dat is echter niet zeker omdat dit geslacht niet alle kenmerken van deze groep vertoont en ook kenmerken van andere groepen phytosauriërs als de altirostrale phytosauriërs en brachyrostrale phytosauriërs vertoont. Angistorhinus zelf was waarschijnlijk het nauws verwant met Pseudopalatus, maar toont ook enkele opmerkelijke overeenkomsten met Rutiodon validus zoals de vorm van de schedel, het gebit en de plaatsing van de neusgaten. Er zal vermoedelijk meer materiaal gevonden moeten worden om een betere kijk op de evolutie van phytosauriërs te geven.